# روزينا غالي
روزينا غالي (بالإيطالية: Rosina Galli)‏ هي ممثلة إيطالية، ولدت في 10 أغسطس 1906 بالبندقية في إيطاليا، وتوفيت في 3 ديسمبر 1969 بمدريد في إسبانيا.

## وصلات خارجية
- روزينا غالي على موقع IMDb (الإنجليزية)
- روزينا غالي على موقع ألو سيني (الفرنسية)
- روزينا غالي على موقع أول موفي (الإنجليزية)
- روزينا غالي على موقع قاعدة بيانات برودواي على الإنترنت (الإنجليزية)
- روزينا غالي على موقع قاعدة بيانات الأفلام السويدية (السويدية)
- روزينا غالي على موقع قاعدة بيانات الفيلم (الإنجليزية)
- روزينا غالي على موقع كينوبويسك (الروسية)